# John Fraser (homme politique ontarien)
Pour les articles homonymes, voir John Fraser et Fraser.
John P. Fraser (né en 1958) est un homme d'affaires et homme politique provincial canadien de l'Ontario. Il est député provincial libéral de la circonscription ontarienne de Ottawa-Sud depuis une élection partielle en 2013.
Il occupe à deux reprises le poste de chef intérimaire du Parti libéral de l'Ontario.

## Biographie
Né à Ottawa en Ontario , John Fraser grandit dans les quartiers d'Elmvale Acres (en) et d'Alta Vista (en). Il travaille ensuite comme gestionnaire de petites et moyennes entreprises pendant 18 ans.

### Carrière politique
Avant son élection, Fraser est assistant local de circonscription pour le député Dalton McGuinty pendant 14 ans.
Élu député libéral d'Ottawa-Sud à l'Assemblée législative de l'Ontario lors de l'élection partielle de 2013, il est réélu en 2014, 2018 et 2022.
À la suite de la démission de Kathleen Wynne de la chefferie libérale après les élections de 2018, il est unanimement nommé chef intérimaire par le caucus formé des six députés libéraux restants en juin 2018,. Après l'élection de Steven Del Duca à la chefferie, il demeure leader parlementaire étant donné l'absence de ce dernier à l'Assemblée législative.
Après la seconde défaite libérale en 2022, Del Duca abandonne la chefferie et John Fraser redevient chef intérimaire libéral en août 2022.